# 泽尔贝内庄园
泽尔贝内庄园是位于拉脱维亚北部維澤梅地区的一座庄园。

## 历史
现在的庄园大屋建在原址为中世纪建成的泽尔贝内城堡，该庄园最早于1555年首次被提及，当时作为赠与里加大主教克里斯托弗·舒特尔茨的礼物。1556年，原先的旧城堡被立窝尼亚骑士团摧毁，而到了1577年再次被来自莫斯科的军队摧毁。在瑞屬利沃尼亞时期，泽尔贝内庄园归斯凡特·班内尔所有。而在大北方戰爭之后，含有20多所建筑的庄园成为了俄罗斯帝国沙皇家族的资产，之后又成为叶卡捷琳娜二世的私人财产。1771年，俄国女皇叶卡捷琳娜二世将庄园赠与魏斯曼·冯·维森施泰因，他的后代拥有庄园的所有权直到1891年。而在1891年后，庄园的所有权落入劳顿家族的手中。庄园建筑在1905年俄国革命遭到了革命者的破坏，并在第一次世界大战期间，造成了严重的损毁。
在1920年拉脱维亚土地改革后，拉脱维亚政府将该国所有的庄园和土地国有化，并重新划分了144个新农场，受损的庄园大屋也修复；而在1927年，庄园大屋被用作新设立的农业技术学校的校舍。然而好景不长的是，庄园大屋在第二次世界大战中再度在战火中遭到了严重的损毁，而1947年的火灾对建筑更是雪上加霜。大屋于1949年重建，并仍然作为农业学校的校舍，而到了1980年，该建筑的所有权归属于当地的國營農場。目前为止，该建筑内设有泽尔贝内堂区的行政办公室、社区中心、音乐学校和咖啡厅。
现今的庄园建筑是18世纪末建成的古典主義建築，而在19世纪末又增加了一座大型的新哥特式塔楼。